# Джон Крістіан Інгвордсен
Джон Крістіан Інгвордсен (англ. J. Christian Ingvordsen; 4 липня 1957) — американський режисер, продюсер, сценарист та актор.

## Біографія
Джон Крістіан Інгвордсен народився 4 липня 1957 року в Копенгагені, Данія. Виріс у Брукліні, є випускником «Дюкського університету». Живе у місті Лівінгстон штат Монтана та місті Кетскіллс штат Нью-Йорк.

## Кар'єра
Інгвордсен почав свою кар'єру в 1982 році з виробництва драми «Модель поведінки». У 1987 році він зняв фільм «Кат», його дебютна робота як режисера і сценариста. У цьому фільмі Сандра Буллок зіграла першу свою роль. Майже у всіх своїх режисерських роботах, Інгвордсен також працював сценаристом, продюсером та актором. У фільмі «Пожежна команда» 1987 року зіграла свою першу роль Джулія Робертс, де з'явилася в епізоді. Найбільшу популярність Інгвордсен отримав, знявши у 1997 році фільм «Аеробос», та три його продовження. Головну роль у всіх частинах зіграв Френк Загаріно.

## Фільмографія
| Рік  |     | Українська назва                 | Оригінальна назва                                  | Роль                                          |
| ---- | --- | -------------------------------- | -------------------------------------------------- | --------------------------------------------- |
| 1982 | ф   | Модель поведінки                 | Model Behavior                                     | продюсер                                      |
| 1987 | ф   | Кат                              | Hangmen                                            | режисер, продюсер, сценарист, актор           |
| 1987 | ф   | Пожежна команда                  | Firehouse                                          | режисер, продюсер, сценарист, актор           |
| 1988 | ф   | Секретна акція                   | Covert Action                                      | режисер, продюсер, сценарист, актор           |
| 1988 | ф   | Знайти і знищити                 | Search and Destroy                                 | режисер, продюсер, сценарист, актор           |
| 1988 | ф   | Ударний загін                    | Shocktroop                                         | режисер, продюсер, сценарист, актор           |
| 1989 | ф   | Війна мафій                      | Mob War                                            | режисер, продюсер, сценарист, актор           |
| 1989 | ф   | Помста поліцейського             | Blue Vengeance                                     | режисер, продюсер, сценарист, актор           |
| 1992 | ф   | Брати по зброї                   | Comrades in Arms                                   | режисер, продюсер, сценарист, актор           |
| 1993 | ф   | Злочинний синдикат               | The Outfit                                         | режисер, продюсер, сценарист, актор           |
| 1995 | ф   | Зустрічний вогонь                | Backfire!                                          | продюсер, сценарист, актор                    |
| 1995 | ф   | Маленький патріот                | The Little Patriot                                 | режисер, продюсер, сценарист, актор           |
| 1996 | ф   | Абсолютна агресія                | Absolute Aggression                                | режисер, продюсер, сценарист, актор           |
| 1997 | ф   | Помста кібера                    | Cyber Vengeance                                    | режисер, продюсер, сценарист, актор           |
| 1997 | ф   | Аеробос                          | Airboss                                            | режисер, продюсер, сценарист, актор           |
| 1998 | ф   | Аеробос 2: Превентивний удар     | Airboss II: Preemptive Strike                      | режисер, продюсер, сценарист, монтажер, актор |
| 1999 | с   | Таємне правосуддя                | Covert Justice                                     | режисер, актор                                |
| 2000 | ф   | Аеробос 3: Розплата              | Airboss III: The Payback                           | режисер, продюсер, сценарист, актор           |
| 2000 | в   | Зона нанесення удару             | Strike Zone                                        | режисер, продюсер, сценарист, актор           |
| 2000 | ф   | Аеробос 4: Ікс-фактор            | Airboss IV: The X Factor                           | режисер, продюсер, сценарист, актор           |
| 2003 | ф   | Болотні тварі                    | The Bog Creatures                                  | режисер, продюсер, актор                      |
| 2004 | в   |                                  | Fort Doom                                          | режисер, продюсер, актор                      |
| 2005 | в   | Кривава реліквія                 | Blood Relic                                        | режисер, продюсер, сценарист                  |
| 2006 | ф   | Як сходити на побачення у Квінсі | How to Go Out on a Date in Queens                  | продюсер                                      |
| 2013 | док | Осічка: Злет і падіння тиру      | Misfire: The Rise and Fall of the Shooting Gallery | грає сам себе                                 |
| 2015 | ф   |                                  | Tar Pit                                            | режисер, продюсер, актор                      |